# Integrity
Integrity est un système d'exploitation compatible Unix distribué par Green Hills Software.

## Outils associés
- MULTI IDE pour la compilation de projets INTEGRITY et le debug du noyau et des applications s'exécutant sur le système d'exploitation INTEGRITY.
- EventAnalyzer pour l'analyse visuelle des évènements système associés aux tâches INTEGRITY et aux Address spaces.
- TimeMachine debugging suite pour l'analyse graphique du chemin d’exécution d'applications INTEGRITY, l’exécution d'une application en sens inverse, l'exécution en pas à pas et autres outils de debug capables d'acquerir des traces sur les instructions et les données.
- Green Hills probe et SuperTrace probe pour le chargement de noyaux INTEGRITY sur des cibles matérielles, et la lecture de traces.
- Modélisation UML (Telelogic Rhapsody et IBM Rose RealTime UML).
- Programmateur flash